# 亚美尼亚驻华大使馆
亚美尼亚共和国驻中华人民共和国大使馆，简称亚美尼亚驻华大使馆，是亚美尼亚共和国在中华人民共和国的最高外交代表机构。馆址位于中国北京市朝阳区塔园南小街9号。

## 历史
1992年4月6日，亚美尼亚共和国与中华人民共和国建交。1996年10月10日，亚美尼亚驻华大使馆在北京正式开馆。